# 청산벌에 풍년이 왔네
청산벌에 풍년이 왔네는 1960년대에 만들어진 집단 창작 음악극인 '청산리 사람들'에서 작곡가 김옥성이 맡은 마지막 합창 대목을 풍년가를 바탕으로 편곡한 조선민주주의인민공화국의 관현악 작품이다. 

## 특징
1960년대에 만들어진 집단 창작 음악극인 '청산리 사람들'에서 작곡가 김옥성이 맡은 마지막 합창 대목을 민요 풍년가를 소재로 하여 김영규가 관현악으로 편곡한 작품. 원곡은 배고픈 남녘땅(대한민국)에 쌀을 보내준다거나 풍년이 수령님 은덕과 같은 가사 때문에 여전히 대한민국에서는 금지곡이지만, 관현악 편곡의 경우 순수 기악곡이어서 2000년에 있었던 조선국립교향악단 서울 단독공연에서 연주되었고 역시 대한민국 관현악단들도 자주 무대에 올리고 있다.

## 대한민국의 예시
대한민국에서는 통일부와 국가정보원의 자문을 통해 2000년도에 조선국립교향악단 상임지휘자인 김병화에게 지휘를 배운 서울특별시 청소년교향악단의 박태영이 직접 소장한 악보에 따라서 서울시 청소년교향악단을 이끌고 직접 지휘를 하였으며,처음 연주시 장새납을 구할 수가 없기 때문에 서울시국악관현악단 단원이 연주하는 장새납과 비슷한 국악기인 태평소로 연주했었다.
또한 이 곡은 취주악으로도 편곡되어 연주하는데, 장새납 부분을 클라리넷이 대신 연주하기도 한다.

## 해당 곡 동영상
전곡 연주 영상

조선국립교향악단 연주 장면

단축 영상

은하수관현악단 연주 장면

## 악기
이 곡은 꽹과리와 징, 장새납이 같이 편성된 죽관악기,민속 타악기의 추가 편성의 부분 배합 관현악 편제의 곡으로,중간부에서 농악 풍으로 솔로 연주를 펼치는 장새납 주자의 모습을 볼 수 있다. 대한민국에서는 장새납을 구할 수가 없어 비슷한 국악기인 태평소가 이를 대신한다.